# Dedemsvaart
Dedemsvaart és una població del municipi de Hardenberg a la província d'Overijssel, al centre-est dels Països Baixos. L'1 de gener del 2021 tenia 12.840 habitants. El nom del poble ve del canal Dedemsvaart.